# Hylaeamys acritus
Hylaeamys acritus es una especie de roedor de la familia Cricetidae.

## Distribución geográfica
Se encuentra solo al noreste de Bolivia. Es terrestre y se encuentra en las tierras bajas húmedas y sabana.